# 普雷里鎮區 (阿肯色州約翰遜縣)
普雷里鎮區（英語：Prairie Township）是位於美國阿肯色州約翰遜縣的一個行政鎮區。

## 地方資料
普雷里鎮區的面積為58.50平方千米，當中陸地面積為49.40平方千米，而水域面積為9.10平方千米。根據2010年美國人口普查的數據，當地共有人口944人，而人口密度為每平方千米16.14人。